# Zygnema
Zygnema C.Agardh, 1817  è un genere di alghe verdi della famiglia Zygnemataceae.

## Caratteristiche
Prediligono acque ferme o con deboli correnti. Formano piccole matasse verdi sottili sotto la superficie dell'acqua, sono viscide al tatto, ricoperte di mucillagine. Sono organizzate in colonie di cellule cilindriche allungate contenenti 2 cloroplasti a stella, contrariamente a Spirogyra che ne contiene solo uno.

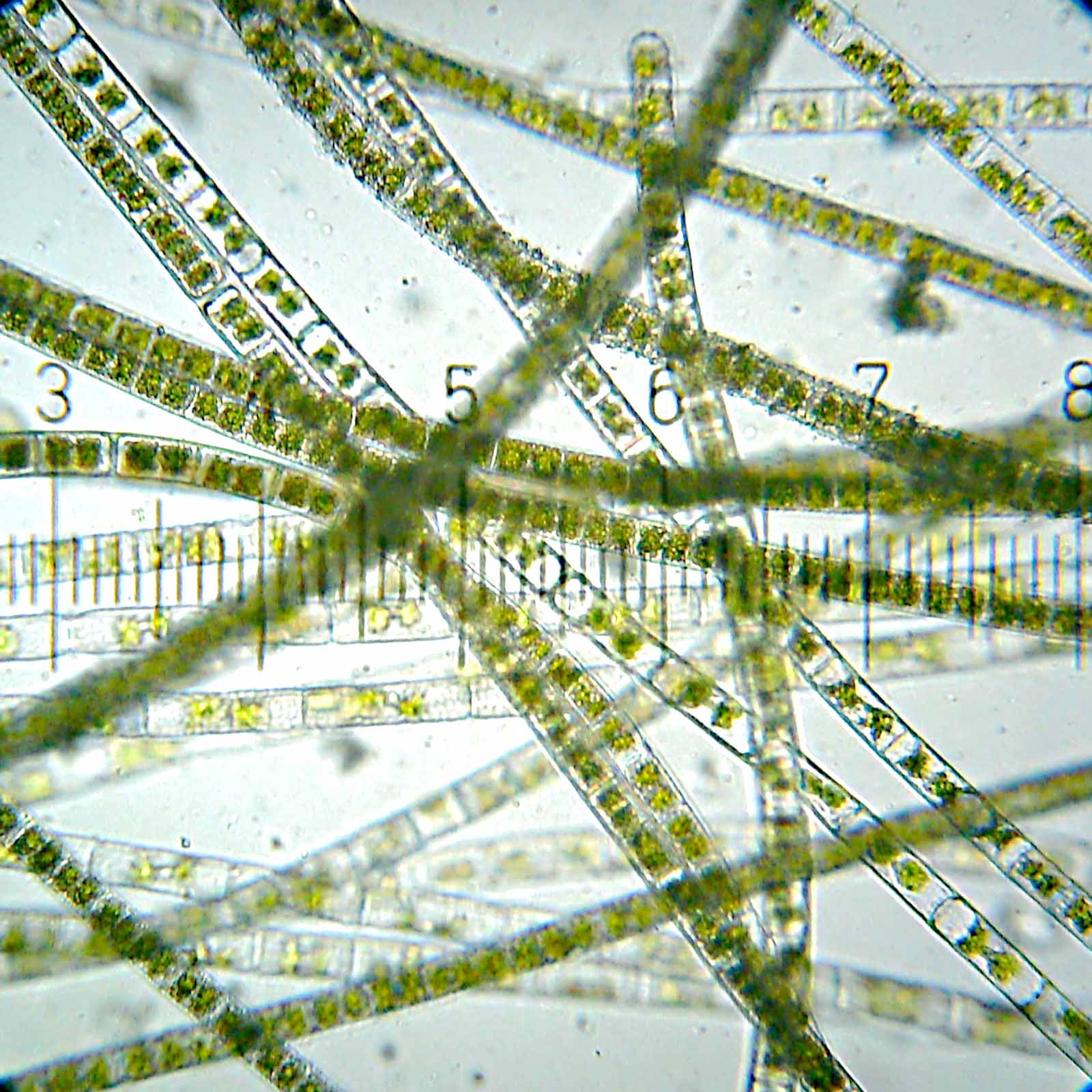
Ingrandimento dell'alga: 1 mm del righello corrisponde a 122 µm

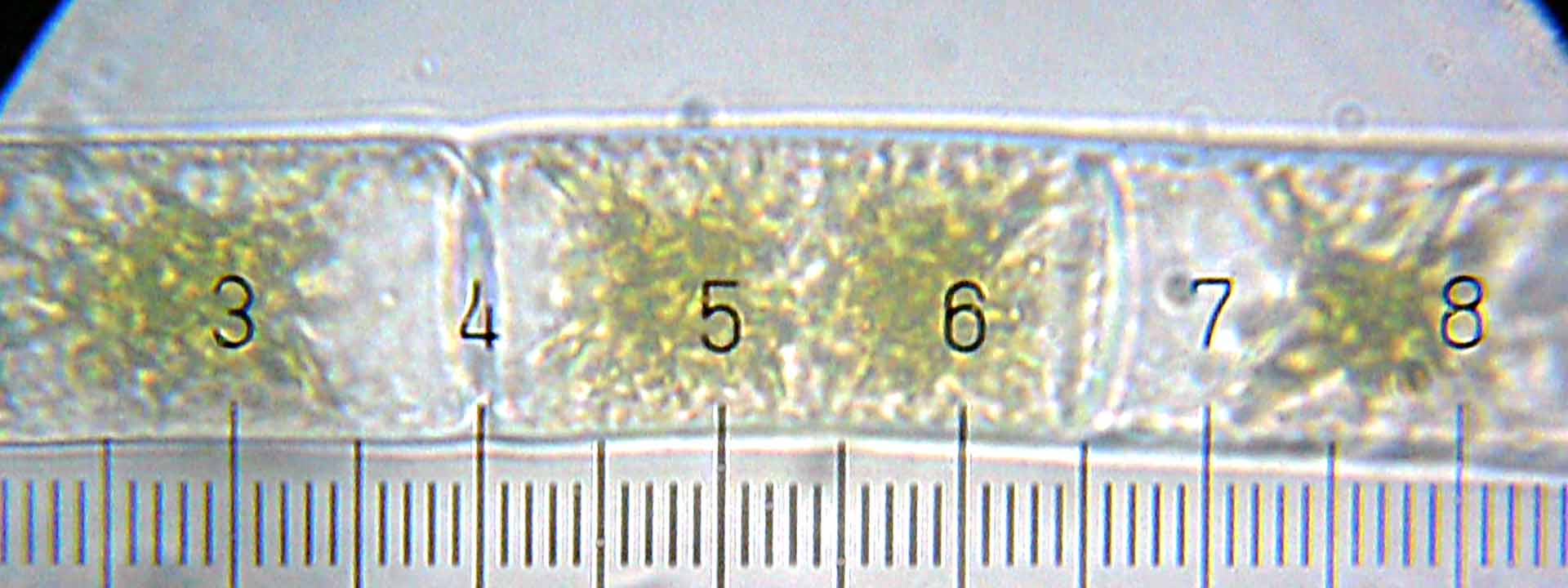
dettaglio dei caratteristici cloroplasti a doppia stella

## Tassonomia
Il genere comprende 120 specie, tra le quali vi sono:
- Zygnema caeruleum Czurda
- Zygnema carinatum Taft
- Zygnema carinthiacum Beck
- Zygnema chalybeospermum Hansg.
- Zygnema conspicuum (Hass.) Transeau
- Zygnema cruciatum (Vaucher) C. Aghardh
- Zygnema cyanosporum Cleve
- Zygnema cylindricum Trans.
- Zygnema decussatum (Vaucher) Transeau
- Zygnema insigne (Hass.) Kuetzing
- Zygnema leiospermum De Bary
- Zygnema luteosporum Czurda
- Zygnema micropunctatum Transeau, 1934
- Zygnema ornatum (Li) Transeau
- Zygnema oveidatum Transeau
- Zygnema pawneanum Taft
- Zygnema pectinatum (Vaucher) C. A. Agardh
- Zygnema peliosporum Wittr.
- Zygnema stagnale (Hass.) Kuetzing
- Zygnema stellinum (Vauch.) C. Af.
- Zygnema sterile Transeau
- Zygnema subcruciatum Transeau
- Zygnema synadelphum Skuja
- Zygnema vaucherii Agardh